# Charlie Da’Vall Grice
Charles „Charlie“ Da’Vall Grice (* 7. November 1993 in Brighton) ist ein britischer Mittelstreckenläufer, der sich auf die 1500-Meter-Distanz spezialisiert hat.

## Sportliche Laufbahn
Erste Erfahrungen bei internationalen Meisterschaften sammelte Charlie Da’Vall Grice bei den 2010 erstmals ausgetragenen Olympischen Jugendspielen in Singapur, bei denen er in 2:21,85 min die Bronzemedaille über 1000 Meter gewann. 2011 nahm er an den Junioreneuropameisterschaften in Tallinn teil und belegte dort in 3:51,93 min über 1500 Meter den zehnten Platz und im Jahr darauf schied er bei den Juniorenweltmeisterschaften in Barcelona mit 3:47,05 min im Vorlauf aus. Im Dezember gelangte er bei den Crosslauf-Europameisterschaften in Szentendre mit 19:02 min auf den neunten Platz im U20-Rennen und gewann in der Teamwertung die Bronzemedaille. 2013 erreichte Grice den zweiten Platz bei der Team-Europameisterschaft in Gateshead und gewann bei den U23-Europameisterschaften in Tampere in 3:44,41 min die Silbermedaille hinter dem Belgier Pieter-Jan Hannes. 2014 wurde er bei der Team-Europameisterschaft in Braunschweig Siebter und nahm erstmals an den Commonwealth Games in Glasgow teil, bei denen er in 3:41,58 min den siebten Platz belegte. Anschließend startete er bei den Europameisterschaften in Zürich und gelangte dort mit 4:04,81 min auf Rang zwölf. 2015 klassierte er sich bei den Halleneuropameisterschaften in Prag mit 3:39,43 min auf dem fünften Platz und im August erreichte er bei den Weltmeisterschaften in Peking das Finale und belegte dort in 3:36,21 min den neunten Platz. Im Jahr darauf schied er bei den Hallenweltmeisterschaften in Portland mit 3:49,03 min in der ersten Runde aus, qualifizierte sich aber im Sommer für die Teilnahme an den Olympischen Sommerspielen in Rio de Janeiro, bei denen er mit 3:51,73 min im Finale den zwölften Platz belegte.
2018 nahm Grice erneut an den Commonwealth Games im australischen Gold Coast teil und belegte dort in 3:37,43 min den vierten Platz über 1500 Meter. Im August gelangte er bei den Europameisterschaften in Berlin mit 3:38,65 min auf Rang fünf. 2022 startete er im 800-Meter-Lauf bei den Hallenweltmeisterschaften in Belgrad und verpasste dort mit 1:50,17 min den Finaleinzug.
In den Jahren von 2014 bis 2016 wurde Grice britischer Meister im 1500-Meter-Lauf im Freien sowie 2015 und 2016 in der Halle.

## Persönliche Bestzeiten
- 800 Meter: 1:45,53 min, 22. Juli 2016 in London
  - 800 Meter (Halle): 1:45,62 min, 31. Januar 2021 in Fayetteville
- 1500 Meter: 3:30,62 min, 12. Juli 2019 in Monaco
  - 1500 Meter (Halle): 3:38,00 min, 12. Februar 2022 in Boston
- Meile: 3:52,64 min, 28. Mai 2016 in Eugene
  - Meile (Halle): 3:56,47 min, 3. Februar 2018 in New York City